# Ruhuhuaria
Ruhuhuaria is een geslacht van uitgestorven owenettide procolophonoïde reptielen, bekend uit de Manda Beds uit het Midden-Trias in het zuidwesten van Tanzania. 
Ruhuhuaria is alleen bekend van het holotype CAMZM T997, een slecht bewaard gebleven maar complete schedel en onderkaak die onlangs opnieuw zijn ontdekt in de collecties van het Cambridge Museum of Zoology. Het werd verzameld door de Engelse paleontoloog Francis Rex Parrington in het begin van de jaren 1930 in de Lifua-afzetting van Manda Beds van het Ruhuhu-bekken in het stadsdistrict Songea in het zuidwesten van Tanzania, die dateert uit het Laat-Anisien van het Midden-Trias. 
Ruhuhuaria werd voor het eerst beschreven en benoemd door Linda Akiko Tsuji, Gabriela Sobral en Johannes Müller in 2013 en de typesoort is Ruhuhuaria reiszi. De geslachtsnaam is afgeleid van de naam van het Ruhuhu-bekken. De soortaanduiding reiszi eert de Canadese paleontoloog Robert R. Reisz.
Vanwege de slechte bewaring van het holotype is de fylogenetische positie van Ruhuhuaria binnen Owenettidae onzeker. Ruhuhuaria, de op één na jongste owenettide tot nu toe, ondersteunt het voortbestaan van owenettiden in het Midden-Trias en hun coëxistentie met procolophoniden.